# Interstate 238
Pour les articles homonymes, voir Route 238.
La Route 238, formée de la State Route 238 (SR 238) et de l'Interstate 238 (I-238), est une route sud–nord de la région de la Baie de San Francisco en Californie. Le segment sud est identifié comme la SR 238 et est une autoroute à croisements qui est parallèle aux collines Hayward entre l'I-680 à Fremont et l'I-580 à Castro Valley. Le segment nord est indiqué comme I-238 et est une autoroute traditionnelle à six voies qui s'oriente davantage d'est en ouest entre l'I-580 et l'I-880 à San Leandro.
La numérotation de l'I-238 ne respecte pas les conventions, alors qu'un numéro forme le préfixe du numéro de l'autoroute principale. Le numéro I-238 a été demandé par l'État de Californie afin de s'harmoniser au California Streets and Highways Code ainsi que parce que toutes les combinaisons d'autoroutes à trois numéros pour l'I-80 (l'autoroute principale de la région) étaient déjà utilisées dans l'État.

## Description du tracé
La Route 238 fait partie du California Freeway and Expressway System ainsi que du National Highway System, un réseau d'autoroutes considérées comme essentielles pour l'économie, la défense et la mobilité du pays par la Federal Highway Administration (FHWA).

### SR 238
La SR 238 débute à l'I-680 à Fremont et se dirige vers l'I-580 à Castro Valley en longeant les collines the Hayward. Jusqu'à ce que l'I-680 a été complétée dans la région, la SR 238 constituait la route de transit et s'étendait au sud jusqu'à San Jose à la US 101. Elle est désignée comme le Mission Boulevard entre l'I-680 et l'intersection avec la SR 92 / SR 185 à Hayward. Elle se nomme Foothill Boulevard dans le nord d'Hayward entre A Street et l'I-580.
Au centre-ville d'Hayward, tout juste au nord de la SR 92, le trafic en direction nord continue sur l'alignement original de la SR 238 alors que le trafic en direction sud est dévié sur A Street et Mission Boulevard. La boucle de rues à sens unique est connue comme la "Hayward Loop".

### I-238
Bien que le segment de 2,23 miles (3,59 km) de l'I-238 s'oriente dans une direction est–ouest depuis Castro Valley jusqu'à San Leandro, le California Department of Transportation (Caltrans) l'indique officiellement comme une autoroute sud–nord puisque le reste de la SR 238 s'oriente davantage dans cette direction. Le terminus sud de l'I-238 est à l'échangeur avec l'I-580 et la SR 238 à Castro Valley. Depuis là, elle entre au sud d'Ashland en longeant les limites de Cherryland. Ensuite, en entrant à San Leandro, l'I-238 se termine à la jonction avec l'I-880.

#### Numérotation de l'I-238
L'I-238 ne suit pas les conventions habituelles pour la numérotation puisqu'il n'existe pas d'I-38. Comme elle relie deux routes auxiliaires de l'I-80, elle devrait normalement être composée de trois numéros se terminant par 80, mais des neuf numéros disponibles, deux étaient utilisés par des routes d'État (180 et 480) et les autres étaient déjà des autoroutes auxiliaires de la Californie.

## Liste des sorties
| Interstate 238                                                  |               |                                                |       |                              |                                                                                         | |
| Comté                                                           | Municipalité  | mi                                             | km    | Sortie                       | Intersections / Destinations                                                            | Notes |
| Alameda                                                         | Fremont       | 0,00                                           | 0,00  |                              | Mission Boulevard                                                                       | Continue au-delà de l'I-680 |
| Alameda                                                         | Fremont       | 0,00                                           | 0,00  | I-680 – San José, Sacramento |                                                                                         | |
| Alameda                                                         | Fremont       | 3,31                                           | 5,33  |                              | SR 84 (en) ouest (Mowry Avenue) – Centerville District, Newark, Dumbarton Bridge        | Terminus sud du multiplex avec SR 84 |
| Alameda                                                         | Fremont       | 3,64                                           | 5,86  |                              | SR 84 (en) est (Niles Canyon Road) / Niles Boulevard – Sunol, Livermore, Niles District | Terminus nord du multiplex avec SR 84 |
| Alameda                                                         | Union City    | 6,78                                           | 10,91 |                              | Decoto Road – Decoto District, Dumbarton Bridge                                         | |
| Alameda                                                         | Hayward       | 9,32                                           | 15,00 |                              | Alquire Parkway, Industrial Parkway vers I‑880                                          | |
| Alameda                                                         | Hayward       | 9,94                                           | 16,00 |                              | Tennyson Road                                                                           | |
| Alameda                                                         | Hayward       | 11,20                                          | 18,02 |                              | Harder Road vers SR 92 (en) / I‑880 – San Mateo Bridge                                  | |
| Alameda                                                         | Hayward       | 12,61                                          | 20,29 |                              | SR 92 (en) (Jacskon Street) vers I‑880 – San Mateo Bridge, San Mateo, San José          | Pas d'accès en direction nord |
| Alameda                                                         | Hayward       |                                                |       |                              | SR 185 (en) nord (Mission Boulevard nord) / A Street ouest                              | Accès direction nord via un virage à gauche sud A Street; accès direction sud via un virage à gauche depuis A Street ouest sur Mission Boulevard sud |
| Alameda                                                         | Hayward       | 13,12                                          | 21,11 |                              | A Street                                                                                | |
| Alameda                                                         | Castro Valley | 13,98                                          | 22,50 |                              | I-580 ouest (MacArthur Freeway) – Oakland                                               | Sortie direction nord, entrée direction sud; sortie 34 de l'I-580                                                                                    |
| Alameda                                                         | Castro Valley | 13,98                                          | 22,50 |                              | I-580 est (MacArthur Freeway) – Stockton                                                | Sortie direction nord seulement |
| Alameda                                                         | Castro Valley | 14,29                                          | 23,00 |                              | Castro Valley Boulevard, Mattox Road                                                    | |
| Alameda                                                         | Castro Valley | Terminus nord de SR 238; terminus sud de I-238 |       |                              |                                                                                         | |
| Alameda                                                         | Castro Valley | 14,47                                          | 23,29 | 14                           | I-580 (MacArthur Freeway) – Oakland, Stockton                                           | Sortie direction sud, entrée direction nord; sortie 34 de l'I-580                                                                                    |
| Alameda                                                         | Ashland       | 14,93                                          | 24,03 | 15                           | SR 185 (en) (East 14th Street, Mission Boulevard)                                       | |
| Alameda                                                         | San Leandro   | 16,03                                          | 25,80 | 16A                          | I‑880 sud (Nimitz Freeway) – San José, San Mateo Bridge                                 | Sortie direction nord, entrée direction sud; sortie 31A de l'I-880 nord                                                                              |
| Alameda                                                         | San Leandro   | 16,28                                          | 26,20 | 16B                          | Hesperian Boulevard – San Lorenzo                                                       | Sortie direction nord, entrée direction sud |
| Alameda                                                         | San Leandro   | 16,68                                          | 26,84 | 17A                          | Washington Avenue                                                                       | Sortie direction nord, entrée direction sud |
| Alameda                                                         | San Leandro   | 16,70                                          | 26,88 | 17B                          | I‑880 nord (Nimitz Freeway) – Oakland                                                   | Sortie 31 de l'I-880 sud |
| - Terminus de multiplex - Accès incomplet - Transition de route |               |                                                |       |                              |                                                                                         | |